# Yohann Pelé
Yohann Pelé (Brou-sur-Chantereine, 4 novembre 1982) è un ex calciatore francese, di ruolo portiere.

## Carriera
Ha speso gran parte della sua carriera al Le Mans, facendo il suo debutto nella sconfitta con l'Istres per 1-0 nel settembre 2002. È divenuto titolare dalla stagione 2004-2005, anno in cui la sua squadra è stata promossa in Ligue 1. Il 29 giugno 2009 passa al Tolosa firmando un contratto quadriennale. Dopo quattro stagioni passa allo Sochaux, dove si ferma per un anno, passando poi all'Olympique Marsiglia.